# Albatros L.68
L'Albatros L.68 Alauda est un avion d'école allemand de l'entre-deux-guerres. 
Biplan biplace d'école à ailes inégales décalées et postes en tandem, cet appareil fut construit en petite série sous diverses motorisations.

## Les versions
- Albatros L 68 : 3 prototypes à moteur Siemens Sh 11 (en)
- Albatros L 68a : 3 appareils à moteur Siemens Sh 12 (en) de 110 ch.
- Albatros L 68c : Série de 10 exemplaires à moteur Sh 12 mais avec surface alaire accrue de 1 m2 et fuselage légèrement allongé. Ce modèle fut utilisé à Lipetsk par la Luftwaffe clandestine.
- Albatros L 68d : 1 prototype à moteur Sh III entraînant une hélice quadripale
- Albatros L 68e : 1 exemplaire à moteur Armstrong Siddeley Lynx.